# Базель SBB
47°32′51″ пн. ш. 7°35′23″ сх. д. / 47.547388888889° пн. ш. 7.5896111111111° сх. д.
Базель SBB (нім. Bahnhof Basel SBB, фр. Bâle CFF, Bâle SNCF) — центральна залізнична станція в місті Базель, Швейцарія. 
Відкрита в 1854 році та повністю перебудований в 1900–07 роках, це найжвавіша міжнародна прикордонна станція Європи. 
Базель SBB належить Швейцарським федеральним залізницям (SBB CFF FFS). 
Іншою великою залізничною станцією є Базель-Бадішер, що експлуатується німецькою залізничною компанією Deutsche Bahn, на північному березі Рейну.
Потяги, які обслуговує SBB CFF FFS, використовують Базель SBB для сполучення Базеля з пунктами призначення в Швейцарії та Італії, як і потяги Deutsche Bahn Intercity-Express (ICE) до/з Німеччини, Цюриха та Інтерлакена, більшість поїздів SNCF TGV до/з Парижа та деякі регіональні поїзди до/з Ельзасу. 
Крім того, станція обслуговується трьома лініями Basel S-Bahn.
Будівля вокзалу 1907 року в стилі необароко є пам'яткою національного значення . 

Він також містить Базель SNCF, який розташований через прикордонний пункт і використовується іншими поїздами до/зі Франції. 
Безпосередньо біля будівлі вокзалу розташована Привокзальна площа, яка є головним вузлом трамвайної мережі Базеля, а також автовокзал Базеля, звідки курсують прямі автобуси до Євроаеропорту.
Базель SBB був п’ятим за завантаженістю залізничним вокзалом Швейцарії у 2023 році, маючи в середньому близько 140 000 користувачів станції у робочий день.

## Розташування
Привокзальна територія розташована на півдні середмістя, між зоопарком на заході та Брюглінгер-Ебене на сході.
Межі чотирьох районів Базеля сходяться в районі вокзалу. 
Однак, за даними Статистичного управління, ця територія поділена лише між двома районами: сама станція розташована в Гундельдінгені, тоді як більшість колій на східній стороні станції (включно з товарною станцією), а також Привокзальна площа (включно з вежею BIS), віднесені до району Санкт-Альбан.
Елізабетенанлаге перед Привокзальною площею належить Форштедте (Базель), тоді як Марктгалле (Базель) навпроти Basel SNCF є частиною району Ам-Рінг.

## Історія

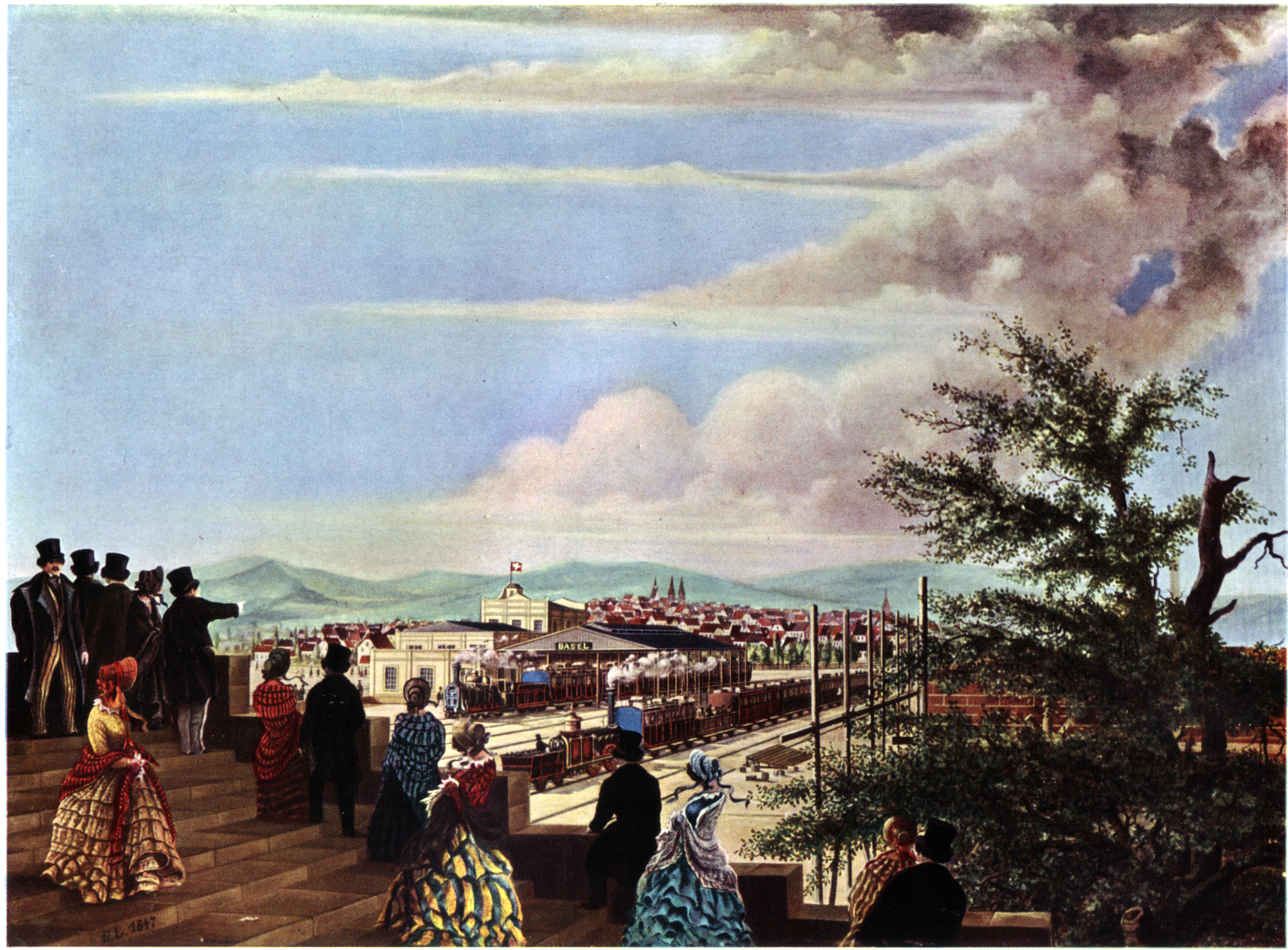
Перша залізнична станція Базеля, 1847 рік.

Першу залізницю до Базеля, Chemin de fer Strasbourg Bâle, відкрито в 1844 році. 
Наступного, 1845 року, Ельзессербан побудувала першу станцію в районі Базеля, в межах міських мурів. 
Таким чином Базель став першим швейцарським містом, підключеним до нового транспорту. 

Після появи залізниці в Базелі точилися дебати про переваги та недоліки залізниці та її можливе продовження до Люцерна, а звідти через Готтард до Італії. 

В той же час будували Райнтальбан з Мангайма та Карлсруе до Базеля; в 1851 році його відкрито до Гальтінгена (округ Вайль-на-Рейні), на швейцарському кордоні.
У 1853 році в Базелі була заснована залізнична компанія Швейцарська центральна залізниця, що мала на меті встановлення сполучення між містом Базель та економічними центрами кантонів Міттелланд і, можливо, навіть розширення транспортного коридору від Люцерна до Готтарда.
Віадуктштрассе в Базелі, включно з віадуком, який межує з автостоянкою Базельського зоопарку, до 1902 року був маршрутом тодішньої Ельзаської залізниці. 
Сьогодні віадук обслуговує трамвайні лінії 1 і 8, а також автомобільний рух, а табличка на огорожі мосту нагадує про його колишню роль залізничного мосту.

### Тимчасова станція 1854 року
У 1854 році почалося будівництво майбутньої Гауенштайнської залізниці. 
Аж до моменту відкриття першої дільниці маршруту від Базеля до Лісталя залишалося невирішеним спірне питання щодо місця та дизайну Базельського вокзалу.
Проте, на момент відкриття залізниці 19 грудня 1854 року, Швейцарські центральні залізниці (SCB) побудували просту тимчасову дерев’яну конструкцію згідно з проектом, розробленим головним архітектором Людвігом Марінгом. 
До дня відкриття всі тимчасові споруди станції були завершені, включно з дерев’яним навісом.
Ця скромна тимчасова станція, обладнана тимчасовими приміщеннями, складалася з окремих будівель і використовувалася лише трохи менше шести років. Станційна ділянка складалася з будівлі станції, товарної, вагонно- локомотивної і поворотної платформи на головній залізниці. 
Оскільки вокзал стояв з північно-східного боку станції, поруч зі парку колій, станція не була сконфігурована як тупикова.
Станція була лише початковою точкою ліній SCB і не мала сполучення ні з французькою станцією, ні з Базель-Бадішер, яка була відкрита в 1855 році як кінцева станція Райнтальбану.

### Базель-Центральний 1860 року
29 червня 1857 року Велика рада Базель-Штадта погодилася на будівництво сполучення між французькою лінією та SCB і спорудження наскрізної станції в полі перед Елізабетен-Болльверк. 
Витрати на викуп землі взяло на себе місто.
На початку 1859 року SCB розпочав будівельні роботи на місці нової станції за проектом Марінга, шо містив пасажирську станцію, вантажну станцію, зміщену в бік кварталу Гунделінгер , і два локомотивні депо. 
Одне для SCB, інше — для Східної залізниці Франції.
4 червня 1860 року залізниця розпочала роботу на новому залізничному вокзалі Базель-Центральний. 
Проте тільки в травні 1861 року всі нові споруди були завершені.
Новий вокзал був об'єднаним, північний фасад якого був звернений до новоствореної Привокзальної площі. З кожного боку вокзалу були зали для посадок, кожна з яких мала дві колії – зі східної сторони для швейцарських поїздів і із західної сторони для французьких поїздів. 
На південь від вокзалу знаходився товарний і два великих склади з під’їзною дорогою з Гютерштрассе.
У наступні роки на станції відбулась реконструкція, щоб вона могла впоратись зі значно зростаючим трафіком, включно з поїздами, нових ліній з/до Базеля:
- Сполучна лінія між Базель-Бадішер і Базель-Центральний, яка введена в дію 3 листопада 1873 року.
- Бецберзька залізниця[en] , яку відкрито 2 серпня 1875 року; побудована «Бетцберзькою залізницею», спільним підприємством SCB і Швейцарською північно-східною залізницею[en], що сполучила Базель з Цюрихом через Праттельн і Райнфельден.
- Юрська залізниця[en], яка з 25 вересня 1875 року сполучала Базель із західною Швейцарією та Франш-Конте через вузлову станцію Делемон та відгалуження до Біля/Б’єнна та Дель відповідно.

Однак у Базель-Центральний зрештою вичерпалися можливості для подальшого додаткового трафіку.
У 1875 році, як перший захід полегшення, маршрутування вантажних поїздів було перенесено на сортувальну станцію на схід від Базель-Центральний — Базель-Вольф-Товарний. 
Приблизно в той час почалися дискусії з метою зниження колій і заміни складних міських переїздів на Ельзессербан і Базель-Центральний. 
У 1874 році тимчасові дерев'яні пішохідні мости вже були побудовані на Маргаретенштрассе і Гейматтштрассе; пізніше їх замінили залізними конструкціями. 
З 1879 року вулиця Пфефінгерштрассе проходила під станцією в тунелі поблизу сучасного місця розташування мосту Пітера Меріана.
Нарешті, в 1898 році після референдуму про націоналізацію залізниць Швейцарії Федеральна рада Швейцарії вирішила:
- будівництво нової станції на чинному місці;
- зниження рівня всієї площі станції на 2,7 м;
- перенесення Ельзессербан у тунель, по широкій дузі навколо міста;
- перенесення всього вантажно-складського приміщення на тимчасову сортувальну станцію Базель-Вольф-Товарний.

### Тимчасовий новий Базель-Центральний 1902 року
Остаточний проект нової центральної станції у Базелі був розроблений в 1899 році. 
16 березня 1900 року Федеральна рада схвалила проект.
Пониження всієї території станції та під’їзних ліній вимагало ретельного планування. 
Першим кроком було перенесення вантажних перевезень на станцію Базель-Вольф-Товарний.
12 травня 1901 року Ельзессербан був знову відкритий в новому нижньому положенні та широкій дузі.
На звільненій заниженій ділянці на південь від початкового Базель-Центральний побудована тимчасова станція, яка 2 червня 1902 року була введена в експлуатацію.
Доступ до тимчасової станції також був з півдня, через Гютерштрассе. 
Щоб полегшити доступ, було подовжено кілька вулиць, а також дві трамвайні лінії. 
Тимчасова станція діяла до 24 червня 1907 року. 
Тоді тимчасові споруди та під’їзні дороги були демонтовані, а дві трамвайні лінії прокладено до Гютерштрассе. 
Підземний перехід до станції Гундельдінген побудований приблизно на місці тимчасової під’їзної дороги.
У 1902–1903 рр. стару станцію демонтовано.

### Базель SBB
У 1902 році «Schweizerische Centralbahn» поглинена новоствореною Швейцарською федеральною залізницею (SBB CFF FFS). 
Нова станція, яку відтоді називали Базель SBB, була одним із перших великих будівельних проектів нових Федеральних залізниць. 
Нова станція відкрита 24 червня 1907 року та спроектована Емілем Фаешом та Еммануелем Ла-Рошем.
Вокзал Базель SBB має надзвичайну довжину: до її західної сторони «прибудована» станція Базель SNCF з митною службою для міжнародних транзитних перевезень. 
Асиметричне планування вокзалу створює зовнішній вигляд репрезентативного федеральної будівлі того часу.
Будівля станції вирівняна по центральній лінії Привокзальної площі і має величезне засклене вікно в стилі Тюдор між двома вежами з годинником під вигнутими куполами.

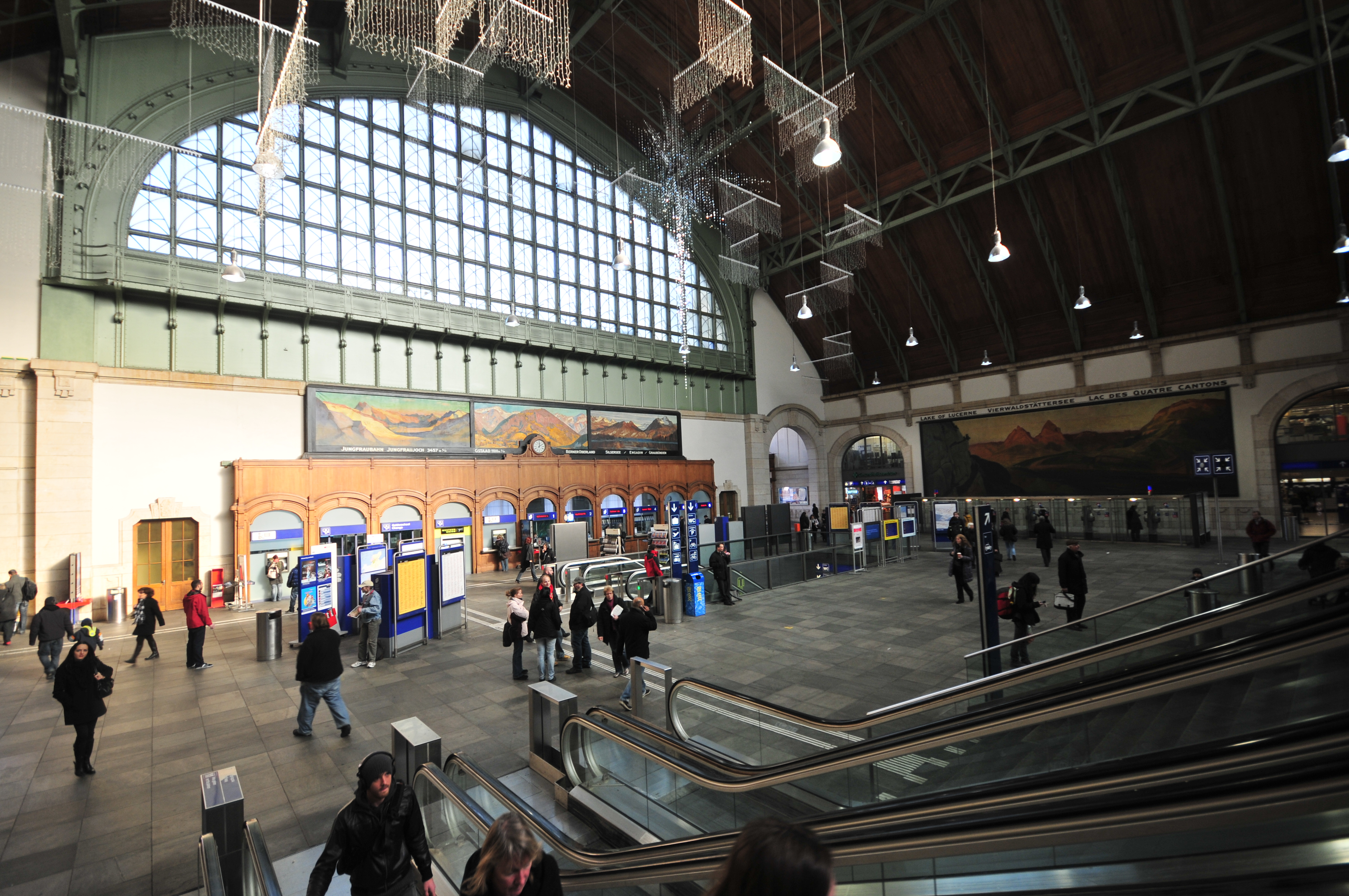
Вид на касовий зал.

Через входи в годинникових вежах мандрівники потрапляють до квиткового залу під сталевою аркою, обшитою деревом. 
Як і решта інтер’єру, квитковий зал широкий і високий. 
Великі стінописи 1920-х років рекламують туристичні напрямки Швейцарії. 
Пункти обміну квитків та обміну валюти вбудовані в бічні стіни. 
Раніше тут також були приміщення для реєстрації багажу та зберігання ручної поклажі, але сьогодні вони знаходяться в підвалі, куди можна спуститися за допомогою ескалатора та сходів.

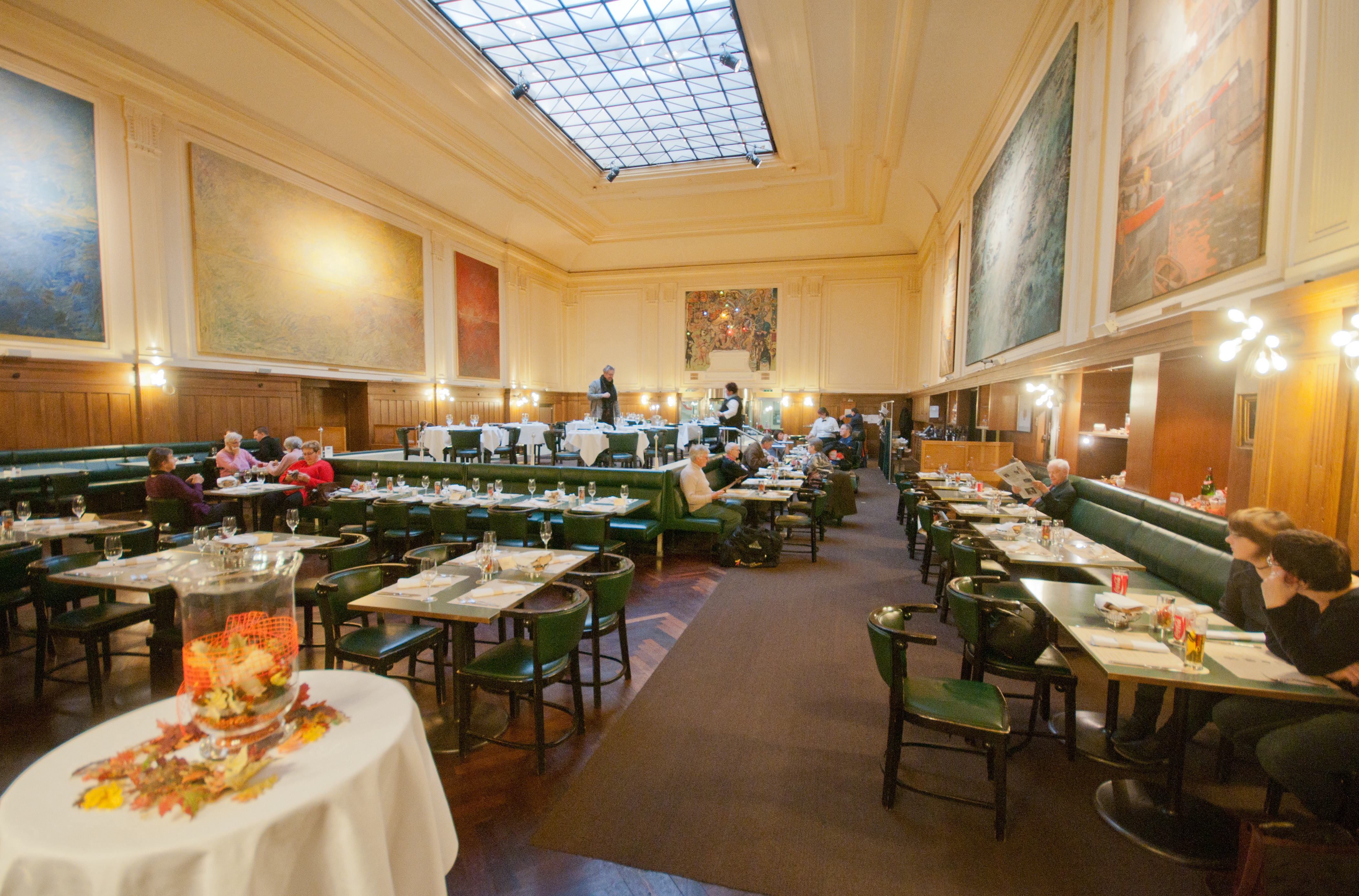
Вокзальний ресторан.

У східній частині вокзалу раніше знаходилася камера видачі багажу, де зараз розташований туристичний центр. 
Ресторани першого/другого класу (тепер Migros) і приміщення третього класу (тепер пивний бар/кіоск) були в північно-західному крилі. 
Станція раніше була відома своїми станційними буфетами, але їх поступово закрили в 1990-х роках. 
Високі кімнати, стіни яких прикрашені фресками, тепер використовуються для інших комерційних цілей разом із єдиним спеціалізованим рестораном.
Окремий вхід з Центральбанштрассе на захід від Привокзальної площі веде до потягів, що прямують до Ельзасу, до Базель SNCF.

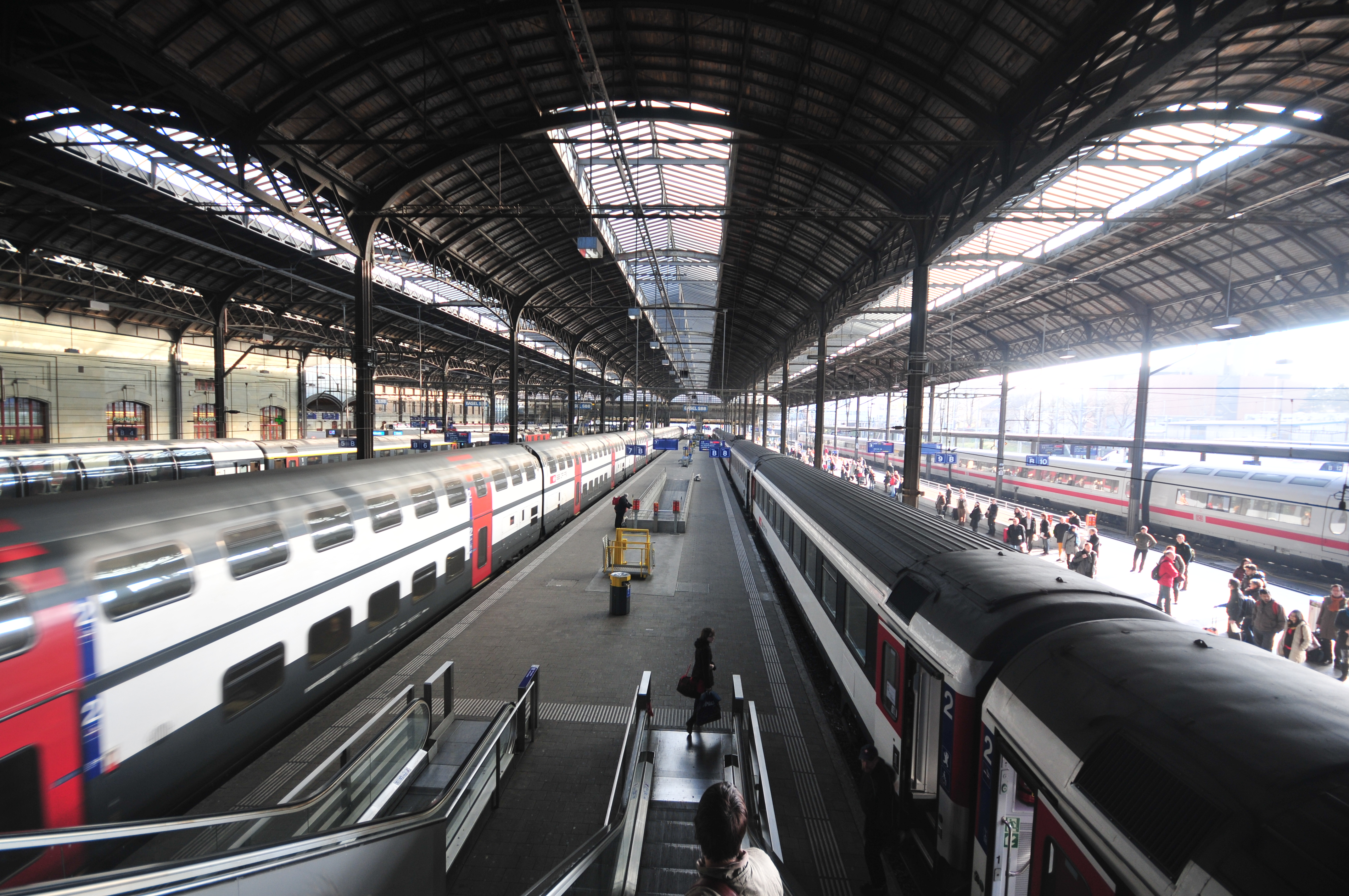
Платформи

Спочатку розміщення платформ Базель SBB відповідало епосі приватної залізниці, оскільки платформи були розділені відповідно до напрямку руху. Станція спочатку мала 10 колій, з яких три платформи — тупикові, 1-3 раніше були зарезервовані для місцевого руху. 
Колії 1 — 10 накриті п'ятипролітним залізничним дахом 
Залізничний навіс має ширину 93 м і довжину 120 м (колії 1/2), 230 м (колії 3/4) і 200 м (колії 5–10). 
Колія 4 прямує до Базель SNCF, де стає колією 30, і контактну мережу можна переключити зі швейцарського  15 кВ 16,7 Гц змінного струму на його французький еквівалент, 25 кВ 50 Гц змінного струму.
На південній стороні станції двоколійна лінія, розташована на нижньому рівні, сполучає сортувальну станцію Базель-Муттенц-Сортувальний з лінією до Франції та призначена в основному для наскрізних вантажних поїздів.

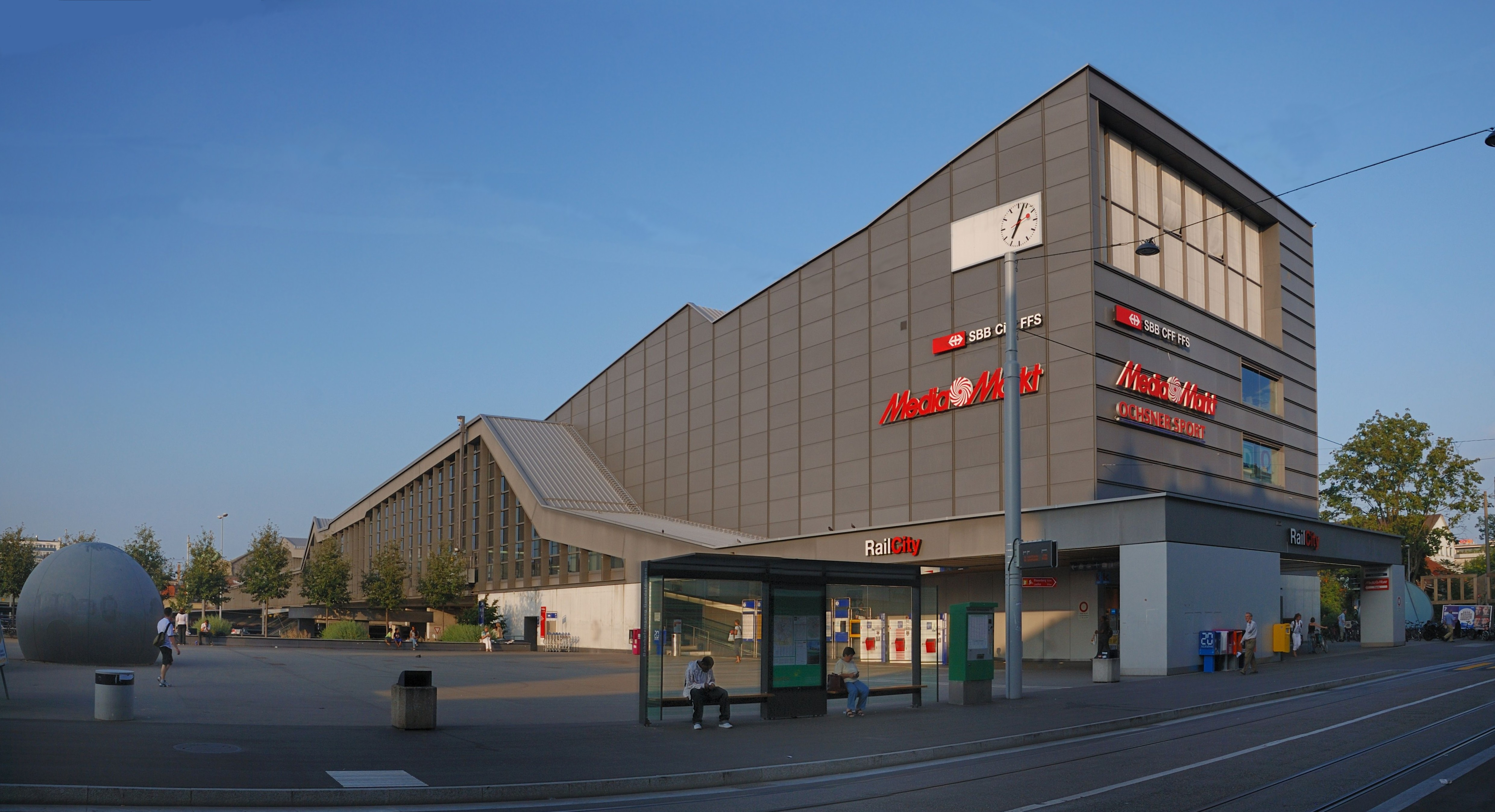
The Passerelle

Через зниження колій під час перебудови було складно розширити станцію додатковими коліями. 
На південній стороні система платформ, попри це, була кілька разів доповнена: були додані колії 11 і 12, пішохідний підземний перехід був розширений до Гундельдінген, а у 2003 р. під час будівництва Passerelle, доповнити коліями 14 і 15. 
Це дозволило збільшити пропускну спроможність через впровадження погодинного такту в 1982 році та системи Rail 2000. 
У червні 2008 року 16 і 17 колії нарешті введено в експлуатацію.
«Passerelle» є елементом нової комерційної концепції SBB CFF FFS, відомої як RailCity. 
Розроблений архітекторами Крузом і Ортісом, він проходить через колії від квиткової зали в західному кінці вокзалу до району Гундельдінген і з’єднує платформи одна з одною. 
Аркада з торговельними можливостями , довжина 185 м, ширина 30 м замінила пішохідний підземний перехід. 
Сьогодні колишній підземний перехід використовується для експлуатаційних та матеріально-технічних потреб.
З будівництвом «Passerelle» RailCenter та інформаційний дисплей були перенесені з квиткової зали до колишнього багажного залу. 
У 1998/99 рр., побудована нова диспетчерська.

## Сполучення

### Огляд

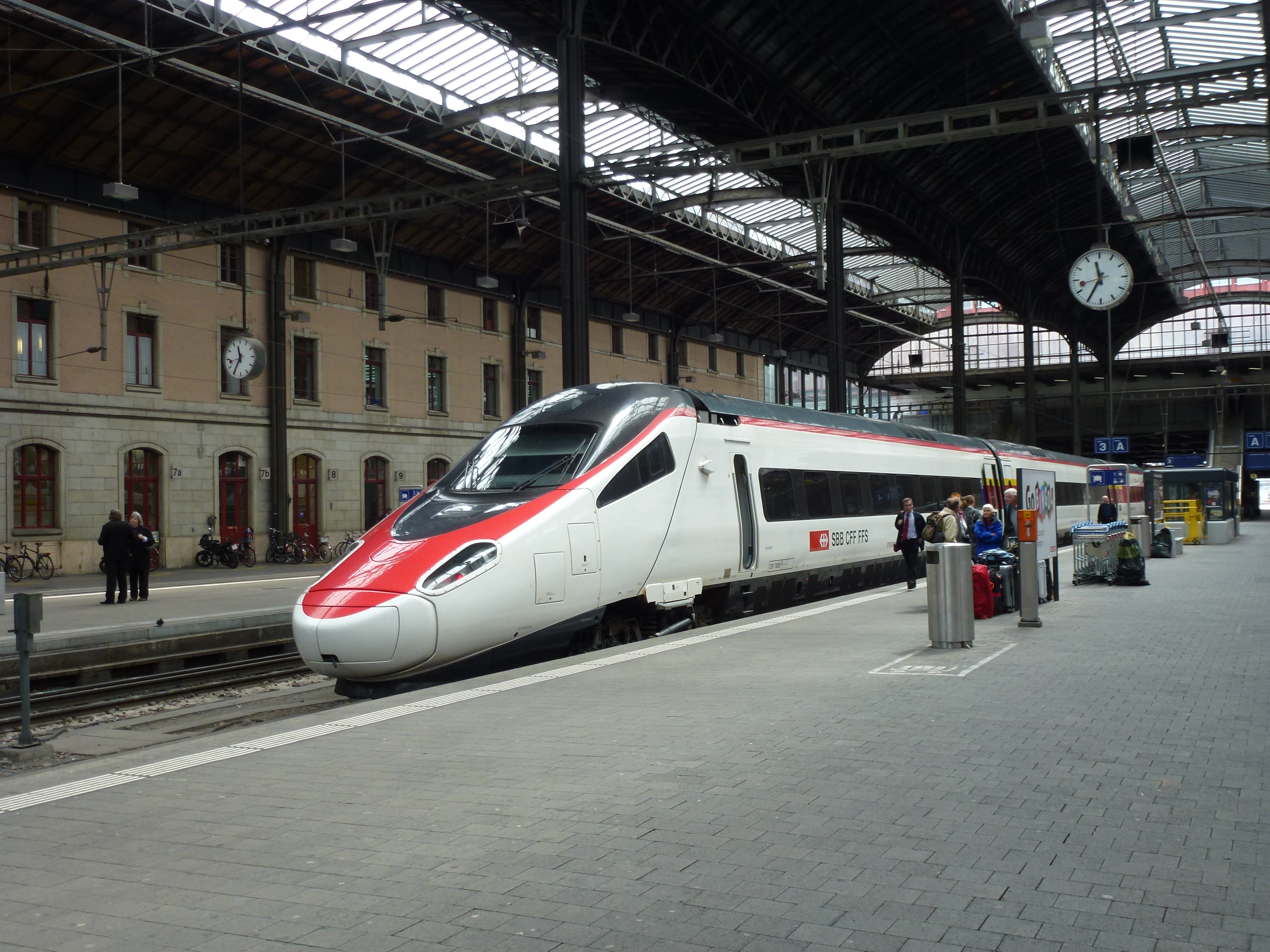
Потяг очікує відправлення до Італії.

Щодня зі станції відправляється/прибуває близько 1000 поїздів. Майже кожні 90 секунд на станції відправляється або зупиняється пасажирський поїзд. Крім того, вантажні поїзди все ще користуються наскрізними коліями, а поштові потяги  виходять/прибувають із/до підземної поштової станції.

### Міжнародні поїзди далекого прямування
Потяги SBB ICE курсують щогодини до Берліна, Гамбурга, Кельна та інших міст Німеччини. 
Німецькі міста Дуйсбург і Дюссельдорф обслуговуються поїздами, що прямують у напрямку Гамбурга. 
Потяги EuroCity курсують до Мілана та TGV до Парижа кілька разів на день. 
Пряме сполучення з Люксембургом і Брюсселем було припинено у 2016 році. 
Пряме сполучення з Інсбруком і Віднем припинено в 2010 році. 
У грудні 2018 року пряме сполучення TGV з Марселем (з Базель SNCF) також припинено.
- ICE: (Інтерлакен-Ост –) Базель SBB – Брауншвайг – Берлін-Східний
- ICE: Кур – Цюрих-Головний – Базель SBB – Франкфурт – Гамбург-Альтона/Кіль-Головний
- ICE: Базель SBB – Франкфуртський аеропорт – Дортмунд (– Ганновер)
- ICE: Базель SBB – Франкфуртський аеропорт – Кельн – Амстердам
- ICE: Базель SBB – Карлсруе – Штутгарт – Мюнхен (ICE Baden-Kurier)
- TGV: Цюрих-Головний – Базель SBB – Мюлуз – Бельфор-Монбельяр, TGV/Діжон – Париж-Гар-де-Ліон (TGV Lyria[en])
- EC: Базель SBB – Берн – Бріг – Мілан-Центральний
- EC: Базель SBB – Люцерн – Беллінцона – Мілан-Центральний
- EC: Франкфурт – Базель SBB – (→ Беллінцона / ← Бриг ) – Мілан-Центральний
- EC: Інтерлакен-Ост/Цюрих-Головний – Базель SBB – Франкфурт-на-Майні – Кельн – Гамбург-Альтона

Крім того, міжміські автобуси відправляються з Базель SBB (Мерет-Оппенгайм-штрассе) до пунктів призначення по всій Європі.

#### Міжнародні нічні поїзди
Раніше існували нічні рейси до Копенгагена (до 1 листопада 2014 року), Праги (до 11 грудня 2016 року) та Риму (до 13 грудня 2009 року) тощо. 

Найдовше пряме сполучення існувало з прямими вагонами з Мадрида через Женеву та Базель до Москви до 1990-х років, 

скорочено до Базель — Москва-Білоруська з 2010 року. 
З 13 грудня 2013 року сполучення було знову перервано. 

Після припинення руху поїздів City Night Line у грудні 2016 року пряме нічне залізничне сполучення існувало лише з Берліном і Гамбургом. 
Це було єдине, що було перейнято ÖBB-Personenverkehr та інтегровано в мережу Nightjet. 
Під час зміни розкладу у 2021 році сполучення Цюрих – Амстердам було відновлено SBB під брендом ÖBB Nightjet; під час зміни розкладу у 2022 році сполучення Цюрих – Берлін/Гамбург було розділено на два потяги та введено через автобуси до Праги.
Усі поїзди також мають вагони для сидіння, якими можна користуватися згідно з німецьким тарифом InterCity.
- NJ: Цюрих-Головний – Базель SBB – Франкфурт-Головний – Лейпциг – Галле – Берлін (з автобусами EuroNight і EuroCity Canopus до Праги) (Nightjet/InterCity )
- NJ: Цюрих-Головний – Базель SBB – Гейдельберг – Геттінген – Бремен – Гамбург (Nightjet/InterCity )
- NJ: Цюрих-Головний – Базель SBB – Кельн – Утрехт – Амстердам (Nightjet/InterCity)

### Національні поїзди далекого прямування
Потяги InterCity курсують кілька разів на годину до головного вокзалу Цюриха, Ольтена та Берна. 
Цюрих — Кур, Ольтен — Люцерн – Беллінцона – Лугано, Ольтен — Берн — Інтерлакен/Вісп — Бриг і Делемон — Біль курсують принаймні щогодини.
- IC 3 Базель SBB – Цюрих-Головний – Кур
- IC 6 Базель SBB – Берн – Бриг
- IC 21 Базель SBB – Люцерн – Лугано, влітку додатково
- IC 51 Базель SBB – Дельéмон – Біль/Б'єнн, влітку додатково
- IC 61 Базель SBB – Берн – Інтерлакен-Ост
- IR 26 Базель SBB – Люцерн – Гешенен – Локарно  (Трено-Готтардо)
- IR 27 Базель SBB – Ольтен – Люцерн
- IR 36 Базель SBB – Бругг – Цюрих-Головний (– Цюрихський аеропорт)
- IR 37 Базель SBB – Арау – Цюрих-Головний

### Регіональні поїзди
Як прикордонна станція Базель SBB також сполучена з регіональними службами Німеччини, Франції та Швейцарії. 
Базельська регіональна мережа S-Bahn простягається від Фріка/Лауфенбурга на сході, Ольтена на півдні та Поррантрюї на заході до Мюлузу на північному заході та Целль-ім-Візенталя на північному сході.
- S1 Базель SBB – Райнфельден – Штайн-Зеккінген – Фрік/Лауфенбург (SBB)
- S3 Поррантрюї – Делемон – Лауфен – Базель-Драйшпіц – Базель SBB – Лісталь – Зіссах – Ольтен (SBB)
- S6 Базель SBB – Базель Бадішер – Ріен – Леррах – Штайнен – Шопфгайм – Целль (Візенталь) (SBB)
- TER Мюлуз – Сен-Луїс – Базель-Санкт-Йоганн – Базель SNCF (SNCF Voyageurs)
- TER Базель SNCF – Мюлуз – Кольмар – Селестат – Страсбург (TER200 SNCF Voyageurs)
- RE7 (Базель SBB –) Базель-Бадішер – MМюльгайм – Фрайбург – Оффенбург (– Карлсруе) (Regional-Express DB Regio)
- RB27 (Базель SBB –) Базель-Бадішер – Мюльгайм – Фрайбург – Оффенбург (Regionalbahn DB Regio)

## Пересадки

### Трамваї
- 1 Драйрозенбрюке – вокзал Санкт-Йоганн – Канненфельдплац – Шютценгауз – Базель SBB/SNCF (– Арт-Музойм – Мессеплац – Базель-Бадішер)
- 2 Біннінген-Кроненплац – Маргаретен – Базель SBB/SNCF – Арт-Музойм – Мессеплац – Базель-Бадішер – Еглізе (– Фондаціон-Бейелер)
- 8 Нойвайлерштрассе – Шютценгауз – Базель SBB/SNCF – Ешенплац – Барфюссерплац – Шифленде – Клараплац – Фельдбергштрассе – Клайнхюнінген – ст. Вайль-ам-Райн/Центре
- 10 Залізнична станція Дорнах – Базель Драйспіц – Залізнична станція SBB – Ешенплац – Театр – Зоопарк – Еттінген – Флю (– Леймен (F) – Родерсдорф )
- 11 Еш-Дорф – Базель-Драйшпіц – Базель SBB/SNCF – Ешенплац – Шифленде – Вольтаплац – Санкт-Луїс-Гренце
- E11 Райнах-Південний – Базель-Драйшпіц – Базель SBB/SNCF – Театр – Ешенплац – Базель SBB/SNCF – Драйшпіц – Райнах-Південний (тільки в годину пік)
- 16: Брудергольц – Якобсберг – Гайліггайсткірхе – Базель SBB/SNCF – Гойваге – Барфюссерплац – Шифленде

### Автобуси
Автобуси Базель SBB обслуговують станцію Базель SBB:
- 30 Вокзал SBB/SNCF – Шпалентор – UKBB – Фельдберг-штрассе – Базель-Бадішер (– Веттштайн-алле – Тінгюлі-музойм – Гоффманн Ла-Рохе – Веттштайн-алле – Базель-Бадішер)
- 42 Вокзал SBB/SNCF – Тінгюлі-музойм – (Гоффманн Ла-Рохе –) Веттштайналле – ст. Нідерольц – Беттінген-дорф
- 48 Вокзал SBB/SNCF – Шютцен-гауз – Гартен-штрассе – Бахграбен
- 50 Вокзал SBB/SNCF – Браузе-бад – Канненфельд-плац – EuroAirport